# 徳島県道309号金目宍喰浦線

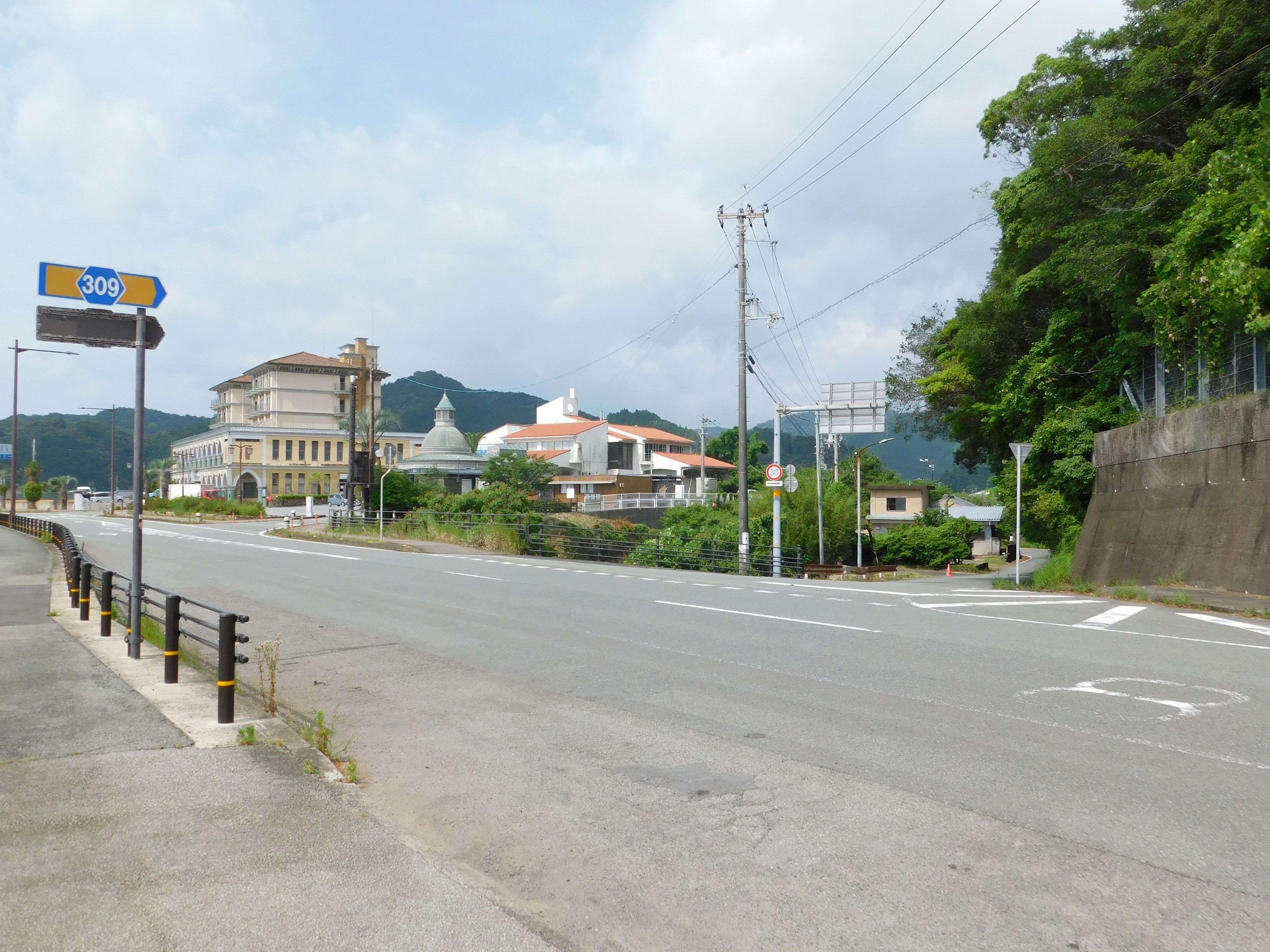
終点附近を国道55号交点側から撮影。左奥の建物は、道の駅宍喰温泉など。

徳島県道309号金目宍喰浦線（とくしまけんどう309ごう かなめししくいうらせん）は、徳島県海部郡海陽町を通る一般県道である。

## 概要
海部郡海陽町宍喰浦から海部郡海陽町久保に至る。国道55号の旧道を降格させた道路でもあり、宍喰地区の市街地を通る。

### 路線データ
- 起点：海部郡海陽町宍喰浦（国道55号交点）
- 終点：海部郡海陽町久保（国道55号交点）
- 総延長：3.672 km[1]

## 歴史
- 1973年（昭和48年）6月29日 - 認定。

## 路線状況

### 道路施設

#### 橋梁
- 宍喰橋（宍喰川、海部郡海陽町）

## 地理

### 通過する自治体
- 徳島県
  - 海部郡海陽町

### 交差する道路
| 交差する道路 | 交差する場所 | 交差する場所 |
| ------------ | ------------ | ------------ |
| 国道55号     | 宍喰浦       | 起点         |
| 国道55号     | 宍喰浦       | [ 注釈 1 ]   |
| 国道55号     | 久保         | 終点         |

### 沿線
- 化石蓮根
- 竹が島
- 宍喰川